# Robin Dunbar
Robin Ian MacDonald Dunbar (* 28. června 1947) je britský antropolog a evoluční psycholog a specialista na chování primátů. V současnosti vede Výzkumnou skupinu sociálních a evolučních neurověd na Katedře Experimentální Psychologie na Univerzitě v Oxfordu, a je též hostujícím profesorem na Aalto University. Nejznámějším je pro svou formulaci dunbarova čísla vyjadřujícího "kognitivní limit počtu jedinců, s nimiž může jednotlivec udržovat stabilní vztahy".

## Vzdělání
Dunbar, syn inženýra, nejprve studoval na střední škole Magdalen College School, Brackley. Později přešel na Magdalen College Oxfordské univerzity, kde se jedním z jeho učitelů stal i etolog Nico Tinbergen. Bakalářský titul (Bachelor of Arts) z psychologie a filosofie získal roku 1969. Ve studiu poté pokračoval na Katedře psychologie Bristolské university, kde v roce 1974 dokončil doktorát ze sociální organizace paviánů Dželada Theropithecus gelada.
Dva roky strávil jako vědecký spisovatel na volné noze.

## Akademická kariéra
Dunbarova akademická a výzkumná kariéra zahrnuje University of Bristol, Univerzitu v Cambridgi od roku 1977 až do roku 1982, a University College v Londýně, od roku 1987 do roku 1994. V roce 1994 se stal profesorem evoluční psychologie na Univerzitě v Liverpoolu, tu ale v roce 2007 opustil a přijal post ředitele Institutu kognitivní a evoluční antropologie na Oxfordské univerzitě.
Dunbar byl dříve jedním z ředitelů Výročního výzkumného projektu Britské akademie (British Academy, Centenary Research Project, BACRP) "Od Lucy k jazyku: Archeologie společenského mozku" a zapojen byl i do BACRP "Určení univerzálního náboženské repertoáru".
Elektronické verze vybraných článků, jejichž byl Dunbar autorem či spoluautorem, jsou k dispozici u Výzkumné skupiny pro evoluční psychologii a behaviorální ekologii Liverpoolské univerzity.
V roce 2014 by Dunbar oceněn Huxleyho pamětní medailí založenou v roce 1900 na památku Thomase Henryho Huxleyho, a to zvou službu antropologii. Cenu udělila Rada Královského antropologického institutu Velké Británie a Irska, přičemž jde o nejvyšší vyznamenání udělované touto institucí. Dunbar je též oceněným podporovatelem Britské humanistické asociace.

## Ocenění a vyznamenání
- 2014, obdržel Huxleyho pamětní medaili, Královského antropologického institutu Velké Británie a Irska
- 1998, Zvolen členem Britské akademie (FBA)[2]

## Publikované knihy
- Dunbar. 1984. Reproductive Decisions: An Economic Analysis of Gelada Baboon Social Strategies. Princeton University Press ISBN 0-691-08360-6
- Dunbar. 1987. Demography and Reproduction. In Primate Societies. Smuts, B.B., Cheney, D.L., Seyfarth, R.M., Wrangham, R.W., Struhsaker, T.T. (eds). Chicago & London:University of Chicago Press. pp. 240–249 ISBN 0-226-76715-9
- Dunbar. 1988. Primate Social Systems. Chapman Hall and Yale University Press ISBN 0-8014-2087-3
- Foley, Robert & Dunbar, Robin (14 October 1989). "Beyond the bones of contention". New Scientist Vol.124 (No.1686) pp. 21–25.
- Dunbar. 1996. The Trouble with Science. Harvard University Press. ISBN 0-674-91019-2
- Dunbar (ed.). 1995. Human Reproductive Decisions. Macmillan ISBN 0-333-62051-8
- Dunbar. 1997. Grooming, Gossip and the Evolution of Language. Harvard University Press. ISBN 0-674-36334-5
- Runciman, Maynard Smith, & Dunbar (eds.). 1997. Evolution of Culture and Language in Primates and Humans. Oxford University Press.
- Dunbar, Knight, & Power (eds.). 1999. The Evolution of Culture. Edinburgh University Press ISBN 0-8135-2730-9
- Dunbar & Barrett. 2000. Cousins. BBC Worldwide: London ISBN 0-7894-7155-8
- Cowlishaw & Dunbar. 2000. Primate Conservation Biology. University of Chicago Press ISBN 0-226-11636-0
- Barrett, Dunbar & Lycett. 2002. Human Evolutionary Psychology. London: Palgrave ISBN 0-691-09621-X; v češtině jako Evoluční psychologie člověka, Portál, 2007, ISBN 978-80-7178-969-7
- Dunbar, Barrett & Lycett. 2005. Evolutionary Psychology, a Beginner's Guide. Oxford: One World Books ISBN 1-85168-356-9
- Dunbar. 2004. The Human Story. London: Faber and Faber ISBN 0-571-19133-9; v češtině jako Příběh rodu ''Homo'', Academia, 200%, ISBN 978-80-200-1715-4
- Dunbar. 2010. How Many Friends Does One Person Need?: Dunbar's Number and Other Evolutionary Quirks. London: Faber & Faber ISBN 978-0571253432 (paper)
- Dunbar. 2014. Human Evolution. Pelican Books ISBN 978-0141975313